# Poliopastea apollinarei
Poliopastea apollinarei är en fjärilsart som beskrevs av William Schaus 1928. Poliopastea apollinarei ingår i släktet Poliopastea och familjen björnspinnare. Inga underarter finns listade i Catalogue of Life.